# Svjetska baština u Italiji
Italija ima 61 lokalitet upisan na popis mjesta svjetske baštine u Europi, što ju čini državom s najviše svjetske baštine na svijetu, ispred Kine koja ih ima 60 (2025.). Slijedi kronološki popis svjetske baštine u Italiji po godini upisa na UNESCO-ovu listu:
1. 1979. – Crteži doline Val Camonica - Prapovijesni crteži na stijenama
2. 1980. – Santa Maria delle Grazie - Dominikanska crkva u Milanu sa slikom "Posljednja večera (Leonardo)"
3. 1980. – Rim - Povijesni centar s Bazilikom sv. Petra
4. 1982. – Firenca - povijesna jezgra
5. 1987. – Venecija i njena laguna
6. 1987. – Katedralni trg u Pizi (Baptisterij, Campanile (kosi toranj), Camposanto, Katedrala Santa Maria Assunta)
7. 1990. – San Gimignano - povijesna jezgra srednjovjekovnog grada
8. 1993. – Spilje Matere
9. 1994. – Vicenza i Palladijeve vile u pokrajini Veneto (Villa Barbaro, Vila Emo)
10. 1995. – Siena - povijesna jezgra
11. 1995. – Napulj - povijesna jezgra
12. 1995. – Crespi d'Adda - Staro radničko naselje
13. 1995. – Ferrara - Renesansni dio
14. 1996. – Trulli (okrugle zgrade) u Alberobellu
15. 1996. – Castel del Monte - Dvorac Fridrika I. Barbarosse
16. 1996. – Ranokršćanski spomenici u Ravenni
17. 1996. – Pienza - povijesna jezgra
18. 1997. – Kraljevski dvorac u Caserti s parkom, akveduktom i San Leucio
19. 1997. –  Rezidencije Savojske dinastije  u Torinu
20. 1997. –  Botanički vrt u Padovi
21. 1997. –  Modena- Katedrala, Torre Civica i Piazza Grande
22. 1997. –  Pompeji, Herkulanej i Oplontis - Rimska naselja ispod Vezuva
23. 1997. –  Villa Romana del Casale - Rimska vila s mozaicima na Siciliji
24. 1997. –  Nuraghi - Citadela iz brončanog doba u Baruminiju na Sardiniji
25. 1997. –  Portovenere - Kultivirana pokrajina s Cinque Terre
26. 1997. –  Amalfijska obala - kultivirana pokrajina obale
27. 1997. –  Arheološka zona Agrigento
28. 1998. – Nacionalni park Cilento i Vallo di Diano, Paestum i Kartuzijanski samostan u Paduli
29. 1998. – Povijesni centar Urbina
30. 1998. – Arheološka nalazišta i bazilika u Aquilei
31. 1999. – Hadrijanova vila
32. 2000. – Eolski otoci kod Sicilije
33. 2000. – Bazilika Svetog Franje Asiškog i njegovi spomenici
34. 2000. – Stari dio Verone
35. 2001. – Villa d'Este u Tivoliu
36. 2002. – Barokni dio Val di Noto na Siciliji
37. 2003. – Sacri Monti ("Sveti bregovi") u Pijemontu i Lombardiji
38. 2004. – Banditaccia (Cerveteri) i Monterozzi - Etruščanske nekropole Tarkvinije
39. 2004. – Val d'Orcia
40. 2005. – Siracusa i nekropole Pantalica
41. 2006. – Le Strade Nuove i Palazzi dei Rolli u Genovi
42. 2008. - Gradovi Mantova i Sabbioneta
43. 2008. - Raetinska pruga (zajedno sa Švicarskom)
44. 2009. - Dolomiti
45. 2010. - Monte San Giorgio - paleološko područje upisom talijanske strane planine postalo zajednička baština Italije i Švicarske
46. 2011. - Langobardska središta u Italiji (568. – 774.)
47. 2011. - Prapovijesne naseobine sojenica oko Alpa - zajedno s ostalih pet alpskih zemalja
48. 2013. - Etna
49. 2013. - Vile obitelji Medici
50. 2014. - Vinogradarski krajolik Pijemonta: Langhe-Roero i Monferrato
51. 2015. - Arapsko-Normanski Palermo i katedralne crkve u Cefalú i Monrealeu
52. 2017. - Mletačke utvrde od 15. do 17. stoljeća: Stato da Terra i zapadni Stato da Mar (Zajedno s Hrvatskom i Crnom Gorom)
53. 2017. - Bukove prašume, proširenje zajedničke baštine 12 zemalja
54. 2018. - Ivrea, industrijski grad 20. stoljeća
55. 2019. - Brežuljci prošeka Coneglianoa i Valdobbiadenea
56. 2021. - Veliki lječilišni gradovi Europe (Montecatini Terme)
57. 2021. - Padovanski ciklus fresaka iz 14. stoljeća
58. 2021. - Portici Bologne
59. 2023. - Krške i evaporitne špilje Sjevernih Apenina
60. 2024. - Via Appia, Regina Viarum („Kraljica cesta”)
61. 2025. - Domus de Janas, pogrebna tradicija prapovijesne Sardinije (18 mjesta)

## Popis predložene svjetske baštine Italije
1. 2006. - Jezera Maggiore i Orta
2. 2006. - Botanički vrt Hanbury
3. 2006. - Orvieto
4. 2006. - Vile papinskog plemstva
5. 2006. - Salento i „barok Leccea” (Barocco Leccese)
6. 2006. - Cattolica di Stilo, Bazilijsko-bizantski kompleks
7. 2006. - Otočje La Maddalena i otoci tjesnaca Bonifacio
8. 2006. - Otok Motija i grad Marsala: Feničko-punska civilizacija u Italiji
9. 2006. - Flegrejska polja
10. 2006. - Cascata delle Marmore i Valerina: samostani i drevni vodovodi
11. 2006. - Pelagos: Ligursko sklonište kitova
12. 2006. - Otok Asinara
13. 2006. - Iglesiente (sardinijska regija) Sulcis
14. 2006. - Kamenolom Carrara mramora
15. 2006. - Transhumanca Il Cammino Reale
16. 2006. - Volterra: povijesni grad i gradski krajolik
17. 2006. - Dolina Aniene i Villa Gregoriana, Tivoli
18. 2006. - Murđe  Altamure
19. 2006. - Krške špilje prapovijesne Apulije
20. 2006. - Citadela Alessandria
21. 2008. - Mont Blanc, zajedno s Francuskom i Švicarskom
22. 2016. - Kulturni krajolik benediktinskih samostana srednjovjekovne Italije
23. 2017. - Sredozemne Alpe Italije - Ligurijske Alpe i Primorske Alpe
24. 2017. - Kulturni krajolik Civita di Bagnoregio
25. 2019. - Via Francigena u Italiji
26. 2021. - Pomorska bioraznolikost doline Alpone iz eocena
27. 2023. - Dokazi Italo-grčke kulture između ranog i kasnog srednjeg vijeka
28. 2023. - Sustav Ville-fattoria za Chianti Classico
29. 2024. - Europske tvornice papira (iz vremena ručne proizvodnje)

## Poveznice
- Popis mjesta svjetske baštine u Europi

1. ↑  Number of World Heritage properties in each State Party, službene stranice UNESCO-ove svjetske baštine (engl.) Pristupljeno 31. srpnja 2025.